# 袁新亭
袁新亭（？—），四川省遂宁市人，中国社会活动家，维权人士。他是维权律师唐荆陵的好友以及《零八宪章》的首批签署人，曾担任出版社编辑。
近年来他和唐荆陵及王清营等人一起参与各种维权活动，三人在2014年5月16日因涉嫌“寻衅滋事罪”被广州市公安局白云区分局刑事拘留，2014年6月20日被正式逮捕。2015年5月，广州中院改以“煽动颠覆国家政权罪”对3人提起公诉。
2016年1月29日，他被广州中院判处三年半有期徒刑。